# Nanette Fabray
Nanette Fabray, właśc. Ruby Bernadette Nanette Fabares (ur. 27 października 1920 w San Diego; zm. 22 lutego 2018 w Los Angeles) – amerykańska aktorka, piosenkarka, tancerka i działaczka społeczna. Laureatka nagrody Tony i nagrody Emmy.

## Kariera
Karierę rozpoczęła w dzieciństwie występując w teatrach rewiowych. Później; w latach 40. i 50. stała się jedną z czołowych aktorek teatralnych musicali. W 1949 otrzymała prestiżową nagrody Tony za rolę w broadwayowskim musicalu Love Life. Na dużym ekranie debiutowała jako nastolatka, u boku Bette Davis i Errola Flynna w filmie Prywatne życie Elżbiety i Essexa (1939; reż. Michael Curtiz). W tym samym czasie wystąpiła jeszcze w kilku filmach wytwórni Warner Bros., jednak ostatecznie nie podpisała z wytwórnią kontraktu i zaprzestała na kilkanaście lat filmowych występów. Na ekran powróciła w 1953 rolą w komedii muzycznej Vincente’a Minnelliego pt. Wszyscy na scenę z udziałem Freda Astaire’a. W kolejnych dekadach grała głównie w produkcjach telewizyjnych. W latach 1954–1957 partnerowała Sidowi Caesarowi w jego programie TV Caesar's Hour. Za występy w nim trzykrotnie otrzymała nagrodę Emmy. W latach 1979–1984 grała rolę Katherine Romano w sitcomie One Day at a Time.

## Życie prywatne
Była dwukrotnie zamężna. Od 1973 pozostawała wdową. Miała jedno dziecko.
Nanette Fabray była ciotką aktorki Shelley Fabares.
Posiada gwiazdę na Hollywoodzkiej Alei Gwiazd.
Aktorka zmagała się z poważnymi problemami ze słuchem. Przez lata działała w organizacjach pomagającym osobom niesłyszącym. Jest laureatką Nagrody Humanitarnej im. Eleanor Roosevelt.
Zmarła 22 lutego 2018, w wieku 97 lat w swoim domu na półwyspie Palos Verdes.

## Filmografia
Filmy:

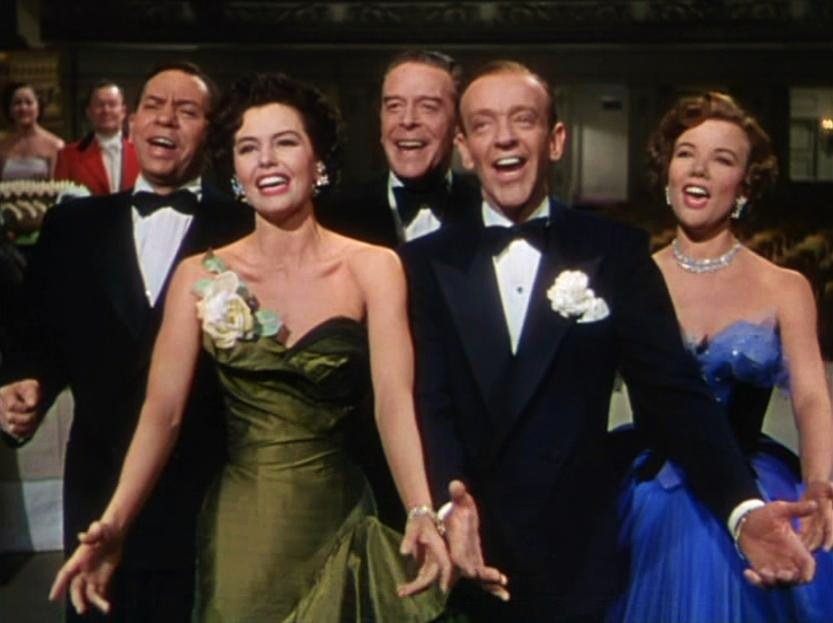
Nanette Fabray (z prawej) w scenie z filmu Wszyscy na scenę (1953); obok stoi Fred Astaire. Pierwszy z lewej Oscar Levant, obok Cyd Charisse i w środku Jack Buchanan

- Prywatne życie Elżbiety i Essexa (1939) jako Margaret Radcliffe
- Wszyscy na scenę (1953) jako Lily Marton
- Podziemni (1960) jako kobieta ze stowarzyszenia
- Szczęśliwe zakończenie (1969) jako Agnes
- To jest rozrywka! II (1976)
- Zakładniczka (1994) jako Martha Mae

Seriale TV:
- Prawo Burke’a (1963–1966) jako Amanda Tribble/Rowena Coolidge (gościnnie, 1964)
- One Day at a Time (1975–1984) jako Katherine Romano
- Statek miłości (1977–1986) jako Mitzy Monroe/Maggie O’Brian/Shirley Simpson (gościnnie; 1978, 1979 i 1981)
- Napisała: Morderstwo (1984–1996) jako Emmaline Bristow (gościnnie, 1991)
- Świat pana trenera (1989–1997) jako Mildred Armstrong/matka Christine (gościnnie; 1990, 1992 i 1994)